# Patrick Helmes
Patrick Helmes est un footballeur international allemand né le 1er mars 1984 à Cologne. Il évoluait au poste d'attaquant (1,82 m - 78 kg). Ancien capitaine du FC Cologne et buteur du Bayer Leverkusen, il prend sa retraite sportive à l'issue de la saison 2014-2015.

## Biographie
Patrick Helmes, fils de l'ancien attaquant professionnel Uwe Helmes, rejoint le FC Cologne à l'âge de 13 ans, en 1997. Incapable de s'imposer dans l'effectif des jeunes de Cologne, il quitte le club en 2000 et signe pour Sportfreunde Siegen, un club qui évolue en troisième division allemande. Après sa formation au sein des sélections de jeunes, il y fait ses débuts professionnels en 2003, inscrit 21 buts en 55 matches et permet au club d'accéder à la seconde division. Ces performances créent un regain d'intérêt de la part du FC Cologne, puisqu'il y signe un nouveau contrat en 2005. C'est lors de la saison 2005-2006 qu'il fait ses débuts en Bundesliga. Il inscrit son premier but lors de son second match. Buteur prolifique, il n'empêche cependant pas la relégation du club à la fin de la saison. Patrick Helmes s'illustre pendant deux saisons comme l'un des meilleurs attaquants de seconde division. Nommé capitaine du FC Cologne, il connaît ses premières capes internationales avec la sélection allemande en 2007, alors qu'il évolue en seconde division. Il est même dans la présélection des 26 joueurs susceptibles d'être retenus pour l'Euro 2008.
Lors de l'intersaison 2008, il rejoint les rangs du Bayer Leverkusen où il est associé à Stefan Kiessling de manière convaincante, puisqu'il inscrit 10 buts en 13 matchs, et permet au club de s'adjuger la première place de la Bundesliga.
La saison 2009-2010 est plus difficile pour Patrick Helmes, qui, à la suite d'une blessure aux ligaments croisés doit céder sa place de titulaire à l'international suisse Eren Derdiyok, auteur de 12 réalisations en 33 matchs de championnat.
Il réalise un début de saison 2010-2011 probant (12 matchs, 5 buts) et est rappelé par Joachim Löw pour disputer un match amical en Aout 2010. Toutefois, le retour de blessure de Stefan Kiessling et le système de jeu choisi par Jupp Heynckes, font qu'il n'est toujours pas réellement préféré à Eren Derdiyok. Dans cette optique, fin janvier 2011, Helmes est pressenti pour remplacer Edin Džeko au VfL Wolfsburg, club qu'il finit par rejoindre le 31 janvier 2011, pour une somme avoisinant les 10 millions d'euros.

## En sélection
Patrick Helmes compte 12 sélections (1 but) en équipe allemande de football. Son premier match avec l'Allemagne a lieu le 28 mars 2007 lors d'une rencontre amicale face au Danemark, où il remplace Jan Schlaudraff à la 80e minute de jeu. Son premier but en sélection a lieu le 19 novembre 2008 lors d'un match amical face à l'Angleterre (victoire 2-1 des anglais).
Patrick Helmes à la suite de sa grave blessure finit logiquement la deuxième partie de la saison sur le banc du Bayer et ne dispute pas la Coupe du monde 2010. C'est son coéquipier Stefan Kiessling qui sera le cinquième choix en attaque de Joachim Löw.
En aout 2010, il est à nouveau retenu lors de la large revue d'effectif à la suite du Mondial 2010. Il est titularisé contre le Danemark en amical, et ce, à la suite d'une belle préparation avec le Bayer.

## Palmarès
Néant